# Genitaluntersuchung (Entomologie)
Die Genitaluntersuchung oder Genitalpräparation ist eine Technik, mit der bei Insekten die Artbestimmung erleichtert und teilweise auch erst ermöglicht wird.

## Grundproblematik

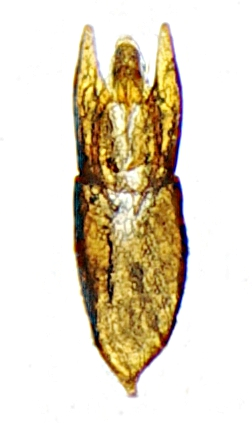
Bild 1: männliches Geschlechtsorgan von Helophorus aquaticus mit Penis und Parameren

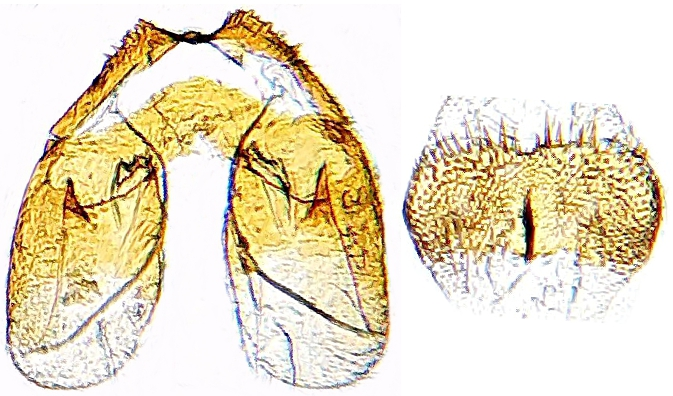
Bild 2: Prehensor des Weibchens von Cyphon coarctatus links leere Tasche, rechts Platte, die sich in der Tasche befindet, herauspräpariert

Lebewesen, die miteinander fortpflanzungsfähige Nachkommen zeugen können, fasst man als Art zusammen. In der Regel sehen verschiedene Arten auch verschieden aus. Es gibt jedoch auch häufig Arten, die nach ihrem äußeren Aussehen schwer oder gar nicht zu trennen sind. So werden schon lange etwa der geographische Fundort oder das Biotop, in dem ein Insekt gefunden wurde, mit zur Artbestimmung herangezogen.

## Idee der Genitaluntersuchung
Da die Befruchtung über die Geschlechtsorgane erfolgt, ergibt sich logisch, dass die Geschlechtsorgane der Männchen und Weibchen einer Art zusammenpassen müssen. Insekten haben ein Außenskelett aus formstabilen Chitinteilen. Auch die Geschlechtsorgane sind aus weitgehend formstabilen Teilen aus Chitin aufgebaut. Nach dem Schloss/Schlüssel-Prinzip muss also eine bestimmte Form eines männlichen Geschlechtsorgans geradezu alle weiblichen Individuen definieren, zu deren Geschlechtsorgan das männliche passt.
Es hat sich gezeigt, dass die Genitalien verschiedener Arten sich insbesondere bei den Männchen häufig weit stärker voneinander unterscheiden, als die Gesamtheit der äußeren Merkmale. So hat die Einführung der Technik zu einem sprunghaften Anstieg der Anzahl beschriebener Arten geführt.

## Grenzen der Genitaluntersuchung
Es gibt verschiedene Einschränkungen. Einmal zeigt die Praxis, dass sich hauptsächlich die männlichen Genitalien für eine Untersuchung eignen. Zwar werden auch gelegentlich die Legeapparate der Weibchen zur Artbestimmung herangezogen, häufig können jedoch weibliche Tiere nach wie vor nicht sicher einer Art zugeordnet werden.
Eine weitere Schwierigkeit besteht darin, dass die Geschlechtsorgane gewöhnlich im Körperinnern verborgen sind und deswegen zuerst herauspräpariert werden müssen. Dies ist nur am toten Tier möglich. Außerdem sind die Geschlechtsorgane natürlich relativ klein und erfordern deswegen eine bessere optische Ausrüstung zu ihrer Betrachtung und eine gewisse handwerkliche Geschicklichkeit für die Präparation.
Außerdem unterliegen die Genitalien wie alle Merkmale einer Art auch einer gewissen Varianz. Mehr noch, bei manchen Arten ist der Bau des Penis außerordentlich konstant, bei anderen Arten variiert sie beträchtlich. So kann zumindest in der Einführungsphase, wenn die Varianz noch nicht bekannt ist, die für eine sicherere Artbestimmung gedachte Methode zu Fehlbestimmungen führen.
Schließlich wurde inzwischen festgestellt, dass das Schloss/Schlüssel-Prinzip nicht durchgängig gilt. Der Bau der Geschlechtsorgane erlaubt in manchen Fällen durchaus Begattungen zwischen verschiedenen Arten.

## Bemerkungen zu einzelnen Insektengruppen

### Käfer
Bei männlichen Käfern untersucht man den Aedeagus (Aedoeagus), wobei der Begriff gewöhnlich auf die chitinisierten Teile dieses Organs beschränkt wird. Diese bestehen aus dem Penis und den paarigen Parameren, die mehr oder weniger fest mit dem Penis verwachsen sind. 
Die weiblichen Geschlechtsorgane sind in der Regel häutig, es gibt jedoch Ausnahmen. Beispielsweise enthält in der Gattung Cyphon das Organ, das die Spermatophore des Männchens aufnimmt (der Prehensor), chitinisierte Teile. Als Beispiel ist der Prehensor von Cyphus coarctatus abgebildet. Er bildet eine Tasche, die an den Verschluss einer Sicherheitsnadel erinnert (Bild 2 links). In diesem befindet sich eine mit Zähnchen aufgeraute Platte (Bild 2 rechts).

## Durchführung der Genitalpräparation
Für die Genitalpräparation müssen die Gelenkhäute beweglich sein. Bei abgetöteten Tieren hängt dies von dem Tötungsmittel und der nach der Tötung verstrichenen Zeit ab. Wenn das Tier bereits trocken ist, muss man durch geeignete Maßnahmen die Beweglichkeit der Gelenkhäute wiederherstellen.
Im günstigsten Fall kann man durch Streichen oder Drücken in Richtung auf die Hinterleibsspitze bewirken, dass das Geschlechtsorgan austritt. Eine weitere Möglichkeit besteht darin, durch Einführen einer Nadel mit Häkchen das Geschlechtsorgan herauszuziehen. Es gibt auch Quellmittel, die das Heraustreten des Geschlechtsorgans bewirken. Natürlich kann man auch den Hinterleib öffnen und so an die Geschlechtsorgane gelangen.
Das herauspräparierte Organ sollte so mit dem Insekt zusammen aufbewahrt werden, dass es auch für spätere Untersuchungen zur Verfügung steht.